# Khaputs

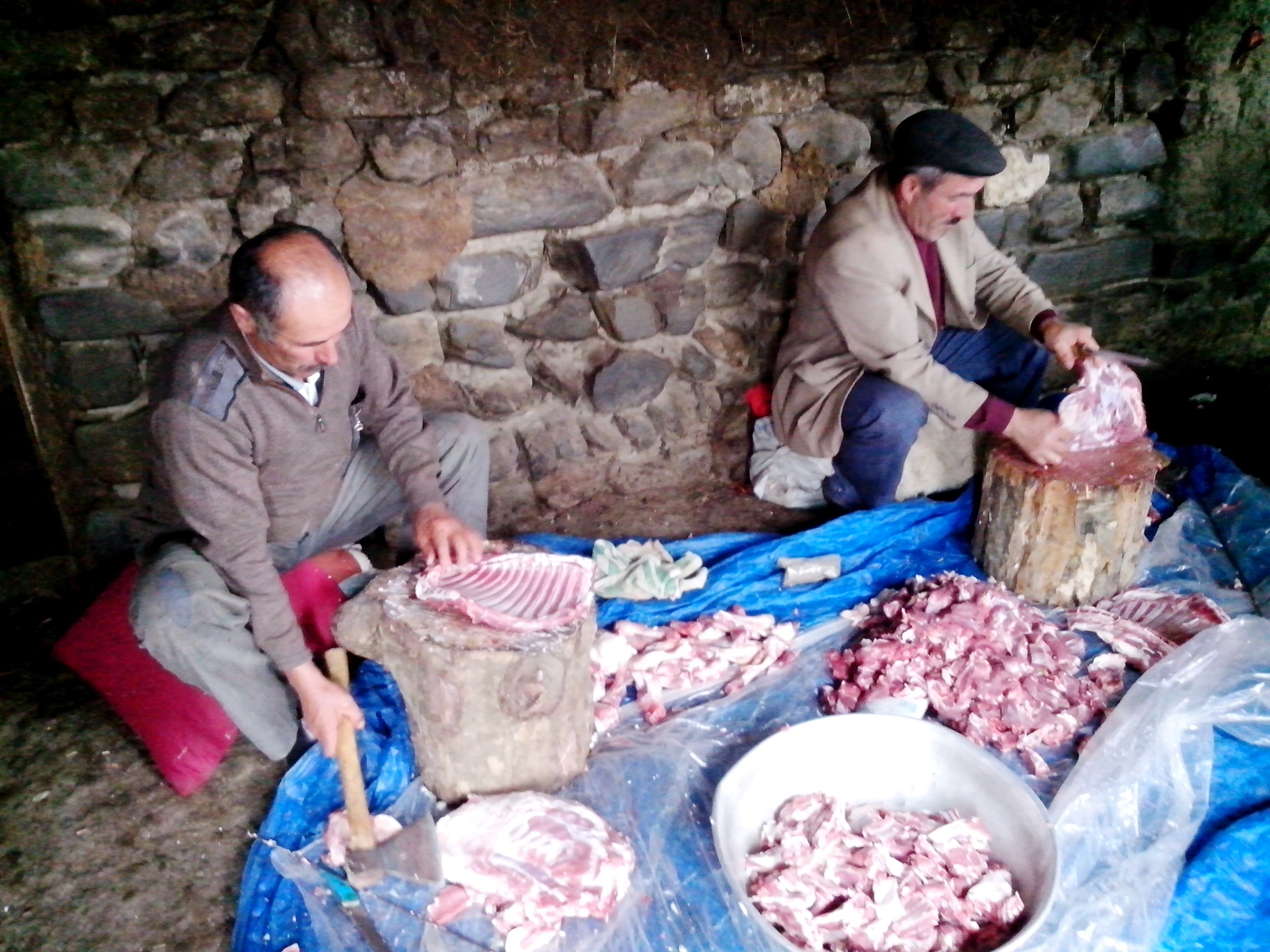
Khaputs

Els khaputs són un petit grup ètnic del Caucas, a la República del Daguestan; el seu nom rus és khaputski, gaputlintsi, khaputlinsi o khaputli; parlen la llengua khaput.
El 1926 només 12 persones es van declarar khaputs però parlaven la llengua 4284 persones. Vers els 1933 s'estimaven en 3000. Tots ells eren musulmans sunnites de l'escola xafiïta. El seu nombre actual no consta. Es dediquen a la pastura i l'agricultura.